# مؤلفات سي. إس. لويس
مؤلفات سي. إس. لويس.

## المؤلفات اللاقصصية
- قصة الحب: دراسة في تقليد العصور الوسطى (1936)
- إعادة التأهيل ومقالات أخرى (1939؛ مقالتان ليستا واردتين ضمن مجموعة المقالات [2000])
- البدعة الشخصية: مناظرة مع إي، إم. دبليو تيليارد (1939)
- مسألة الألم (1940)
- قضية المسيحية (1942)
- مقدمة إلى الجنة المفقودة (1942)
- محادثات مُذاعة (1942)
- إلغاء الإنسان (1943)
- السلوك المسيحي (1943)
- ما بعد الشخصية (1944)
- الحلقة الداخلية (1944)[1]
- معجزات: دراسة أولية (1947، مراجعة 1960)
- أرثوريان تورسو (1948؛ حول أشعار تشارلز ويليامز)
- الإبدال، وعناوين أخرى (1949)
- المسيحية المجرّدة: طبعة منقّحة وموسّعة، مع مقدمة جديدة، للكتب الثلاثة، محادثات إذاعية والسلوك المسيحي وما بعد الشخصية. (1952، مبنية على محادثات راديو بين عامي 1941 و1944)
- الأدب الإنجليزي في القرن السادس عشر ما عدا الدراما تاريخ أكسفورد للأدب الإنجليزي؛ محاضرات كلارك 3 (محاضرات ورقيّة الغلاف). مطبعة جامعة أكسفورد. 1975 [1944]
- كبار الكتاب البريطانيين، المجلد الأول (1954؛ مساهمة حول إدموند سبنسر)
- مفاجأ بالمتعة: شكل الحياة الأولية (1955؛ سيرة ذاتية)
- تأملات في المزامير (1958)
- المحبات الأربع (1960)
- الأحباب الأربعة (1960)
- العالم ليلة الأمس ومقالات أخرى (1960)
- تجربة في النقد (1961)
- حزن ملحوظ (1961؛ نُشر لأول مرة تحت الاسم المستعار إن. دبليو. كليرك.)
- مختارات من ليمونز برات (وثائق بريطانيا) (مطبعة جامعة أكسفورد؛ مقدمة)
- مختارات من ليمونز برات لايامون (وثائق بريطانيا) (مطبعة جامعة أكسفورد؛ مقدمة)
- رسائل إلى مالكولم: خصوصًا حول الصلاة (1964)
- ما بعد الضباب اللامع (1963) مقتطفات بحدود 30 صفحة من رسائل إلى مالكوم و«نشرت كتحية العام الجديد لأصدقاء المؤلف» تبعًا لما كتب في الصفحة الأولى.
- الصورة المهملة: مقدمة في أدب القرون الوسطى وعصر النهضة (1964)
- دراسات في أدب العصور الوسطى وعصر النهضة (1966؛ لم تُدرج ضمن مجموعة المقالات [2000])
- حول قصص: ومقالات أخرى عن الأدب (إصدار والتر هوبر، 1966)
- صور سبنسر للحياة (إصدار ألاستير فاولر، 1967)
- رسائل لسيدة أمريكية (1967)
- تأملات مسيحية (1967؛ مقالات وأوراق، توجد جميع المقالات ضمن مجموعة المقالات [2000] )
- مقالات أدبية مختارة (1969؛ غير مُدرجة ضمن مجموعة المقالات [2000] )
- الله في قفص الاتهام: مقالات حول الثيولوجيا والأخلاق (1970)
- نزاهات (1971؛ مقال واحد غير مدرج ضمن مجموعة المقالات  [2000])
- أهمية المجد وعناوين أخرى (1980)
- عن عوالم أخرى (1982؛ مقال واحد غير مدرج ضمن مجموعة المقالات [2000])
- عمل الجنة: قراءات يومية من سي. إس. لويس (إصدار والتر هوبر، 1984)
- قضايا الحاضر (1986؛ مقالات؛ جميع المقالات مدرجة ضمن مجموعة المقالات  [2000])
- كل طريقي أمامي: يوميات سي. إس. لويس 1922-27 (1993)
- سبب مقنع: مقالات عن الأخلاق واللاهوت (1998)
- رسائل سي. إس. لويس اللاتينية (1999)
- مجموعة مقالات: الأدب والفلسفة والقصص القصيرة (2000)
- مجموعة مقالات: الإيمان، المسيحية والكنيسة (2000)
- رسائل مجموعة، المجلد الأول: رسائل الأسرة 1905-1931 (2000)
- من نارنيا إلى أوديسا الفضاء: حرب الأفكار بين آرثر سي. كلارك وسي. إس. لويس (2003)
- رسائل مجموعة، المجلد الثاني: كتب، إذاعات وحرب 1931 – 1949 (2004)
- رسائل مجموعة، المجلد الثالث: نارنيا، كامبريدج وجوي 1931 – 1963 (2007)
- اللغة والطبيعة الإنسانية مع جون رونالد تولكين (مسودة اكتُشفت عام 2009)[2]
- مقالات ومراجعات للصورة والخيال (2013)

## خيال
- ثلاثية الفضاء

1. من خارج الكوكب الصامت (1938)
2. بيريلاندرا (رحلة إلى الزهرة) (1943)
3. تلك القوة الشنيعة (1945)

- رسائل سكروتيب (1942)
- الطلاق العظيم (1945)
- سجلات نارنيا

1. الأسد والساحرة وخزانة الملابس (1950)
2. الأمير قزوين (1951)
3. رحلة جوابة الفجر (1952)
4. الكرسي الفضي (1953)
5. الحصان وصبيه (1954)
6. ابن أخت الساحر (1955)
7. المعركة الأخيرة (1956)